# 克萊蒙縣
克萊蒙縣（英語：Clermont County）是位於美国俄亥俄州西南部的一個縣，南隔俄亥俄河與肯塔基州相望，面積1,185平方公里。根據2020年美國人口普查，共有人口20萬8,601人。縣治巴达维亚。該縣成立於1800年，縣名有兩種說法：一說是法国的一個今日稱為克萊蒙費朗地方；另一說為法语的「清晰的山景」（即便該縣事實上並無山地）。

## 外部連結
- Clermont County Government's website （页面存档备份，存于）